# Hypena reichli
Hypena reichli är en fjärilsart som beskrevs av Martin Lödl 1998. Hypena reichli ingår i släktet Hypena och familjen nattflyn. Inga underarter finns listade i Catalogue of Life.